# 백원길
백원길(1972년 10월 6일 ~ 2013년 8월 15일)은 대한민국의 배우이자 연출가이다. 뮤지컬 《점프》, 연극 《노이즈 오프》, 베이징올림픽 기념공연 '젠' 등 다양한 공연을 연출하였다. 배우로서는 20여년간 주로 연극계에서 활동하다가 2011년 KBS 드라마 《드림하이》를 통해 브라운관에 진출하였다.

## 학력
- 중앙고등학교

## 사망
2013년 8월 15일 강원도 양양군 서면 남대천 상류 부근에서 변사체로 발견되었다. 원래 백씨는 남대천 주변에 거처를 마련해 살고 있었으며 낚시를 좋아했다고 한다. 경찰 측은 백씨가 물속에 어항을 설치하려고 들어갔다가 변을 당한 것으로 보고 있다.

## 연기 활동

### 드라마
- 2011년 KBS2 미니시리즈 《드림하이》 ... 공민철 역
- 2011년 KBS2 단막극 《KBS 드라마 스페셜 - 동일범》 ... 김선응 역
- 2011년 MBC 토요드라마 《심야병원》 ... 강무성 역
- 2012년 MBC 대하드라마 《무신》 ... 견가 역
- 2012년 KBS2 단막극 《KBS 드라마 스페셜 - 내가 우스워 보여?》 ... 검사실 김 계장 역
- 2013년 KBS2 4부작드라마 《KBS 드라마 스페셜 연작 시리즈 - 시리우스: 가장 빛나는 두개의 별》 ... 박진태 역

### 영화
- 2002년 《성냥팔이 소녀의 재림》 ... 오인조 역
- 2009년 《부산》 ... 짱돌 역
- 2010년 《맛있는 인생》 ... 매니저 강씨 역
- 2010년 《황해》 ... 조선족 납치남 역
- 2011년 《아이들...》 ... 허 경장 역
- 2011년 《수상한 이웃들》 ... 개 장사 역
- 2012년 《내가 고백을 하면》 ... 용락 역
- 2012년 《사이에서》
- 2014년 《산타바바라》 ... 김팀장 역 (유작)

### 뮤지컬
- 2003년~2010년 《점프》
- 2011년 《비밥》

### 연극
- 2007년 《휴먼코메디》
- 2008년 《굴레방다리의 소극》
- 2010년 《스카펭의 간계》
- 2010년 《웃음의 대학》
- 2011년 《커튼콜의 유령》
- 2011년 《웃음의 대학》
- 2012년 《한꺼번에 두 주인을》
- 2012년 《노이즈 오프》

## 참조
1. ↑  연기교사 백원길 “ ‘드림하이’ 연기력 논란? 배울 점 많아” 보관됨 2015-09-24 - 웨이백 머신.2011년 1월 17일.경제투데이.